# Миколаєво-Успенський собор (Коломия)
Собор Святого Миколая та Успіння Божої Матері – Православна парафіяльна церква в м. Коломиї Переяславсько-Вишневської єпархії Православної Церкви України.
Заклад розташований за адресою: бульвар Лесі Українки, 2А.
Проект собору спроектував місцевий архітектор Віктор Мацай. Будівництво велося в 1992 – 1997 роках. До 13 січня 2019 року храм належав до Івано-Франківської єпархії УПЦ МП.
Інтер'єр собору оздоблений поліхромією тернополянина Івана Голошина. Серед внутрішнього оздоблення заслуговує на увагу високий багаторядний іконостас, позолочений у нижній частині.